# Tišenpolj
Tišenpolj este o localitate din comuna Kostel, Slovenia.